# Каллиник (Коробокис)
Митрополи́т Каллиник (греч. Μητροπολίτης Καλλίνικος, в миру Констанди́нос Коробо́кис греч. Κωνσταντίνος Κορομπόκης; род. 6 октября 1967, Аргос) — епископ Элладской православной церкви, митрополит Артский (с 2016).

## Биография
Родился 6 октября 1967 года в Аргосе, в Греции.
В 1985 году окончил Ризарийскую богословскую школу в Афинах. В 1991 году окончил юридический факультет школы права, экономики и политологии Афинского университета, а в 1996 году — богословский институт того же университета.
28 июля 1991 года в монастыре святой Фотинии Самарянской (Μονή Αγίας Φωτεινής Σαμαρείτιδος Ναυπλίου) в Нафплионе, митрополитом Арголидским Иаковом (Пахисом) был пострижен в монашество.
18 августа 1991 года митрополитом Арголидским Иаковом был рукоположен в сан иеродиакона, а 13 октября 1996 года — в сан иеромонаха. Служил проповедником в Арголидской митрополии, занимался изучение церковной истории, составлял церковные службы.
14 октября 2009 года Священным синодом иерархии Элладской православной церкви по представлению митрополита Арголидского Иакова, был избран (58 голосов из 71 выборщика) для рукоположения в сан епископа Эпидавросского, викария Арголидской митрополии (архимандрит Хризостом (Папулесис) и архимандрит Епифаний (Димитриу) получили по 1 голосу; 11 бюллетеней было пустыми и 1 недействительный).
26 октября 2009 года в церкви святого Петра Аргосского был рукоположен в сан епископа Эпидавросского. Хиротонию совершил архиепископ Афинский и всея Эллады Иероним II, митрополит Моневасийский Евстафий (Спилиотис), митрополит Мантинейский Александр (Пападопулос), митрополит Арголидский Иаков (Пахис), митрополит Артский Игнатий (Алексиу), митрополит Мванзский Иероним (Музейи) (Александрийская православная церковь), митрополит Идрский Ефрем (Стенакис), митрополит Месогийский Николай (Хадзиниколау), митрополит Патрский Хризостом (Склифас), митрополит Коринфский Дионисий (Мандалос) и епископы Керницкий Прокопий (Петридис) и Андрусский Феоктист (Клукинас). Он также был назначен протосинкеллом Арголидской митрополии.
В январе 2013 года, после отставки митрополита Арголидского Иакова (Пахиса), являлся кандидатом на занятие Арголидской кафедры (собрал 45 голосов выборщиков, а во втором туре — 22 голоса; новым митрополитом был избран Нектарий (Андонопулос)).
7 октября 2016 года решением Священного синода иерархии Элладской православной церкви был избран (66 голосами из 79 выборщиков) митрополитом Артским (архимандрит Феологос (Дувалис)/Θεολόγο Ντούβαλη — 12 голосов; архимандрит Платон (Крикрис)/Πλάτωνα Κρικρή — 0 голосов, 1 бюллетень недействительный).
19 октября 2016 года в кафедральном соборе святого Димитрия в Арте состоялся чин его интронизации.
Вошёл в «Список сослуживших с украинскими раскольниками иерархов Элладской Православной Церкви», распространённый циркулярным письмом Московской патриархии 8 ноября 2022 года, «с кем не благословляется молитвенное и евхаристическое общение и в епархии которых также не благословляется совершение паломнических поездок».